# Alena (Aztekoraphidia) minuta
Alena (Aztekoraphidia) minuta is een kameelhalsvliegensoort uit de familie van de Raphidiidae. De soort komt voor in het zuidwesten van de Verenigde Staten en in Mexico.
Alena (Aztekoraphidia) minuta werd voor het eerst wetenschappelijk beschreven door Banks in 1903.